# Aldeacentenera
Aldeacentenera és un municipi de la província de Càceres, a la comunitat autònoma d'Extremadura (Espanya). Limita amb Berzocana, Cabañas del Castillo i Deleitosa.

## Demografia
| 1.017 | 1.002 | 991 | 927 | 912 | 899 | 863 | 889 | 840 | 820 |

## Agermanaments
- Habana del Este (Cuba)
- Penipe (Equador)